# Chondrosteidae
Die Chondrosteidae sind eine Familie ausgestorbener primitiver Knochenfische aus der Ordnung der Störartigen (Acipenseriformes). Es sind nur zwei sichere Gattungen bekannt, Chondrosteus aus dem Unterjura von Europa und Strongylosteus aus der Unterkreide von Zentralasien. Bei einer weiteren Gattung, dem 5 Meter langen Gyrosteus aus dem Jura von England, könnte es sich ebenfalls um einen Chondrosteiden handeln.

## Merkmale
Die Chondrosteidae waren mittelgroße bis sehr große Fische (0,5 bis 3 Meter), die einen plumperen, gedrungeneren Körper als heutige Störartige hatten. Bis auf den Schwanzstiel und den oberen Lobus der heterocerken Schwanzflosse war ihr Körper unbeschuppt. Der untere Schwanzflossenlobus war relativ groß und breiter als der obere. Der Kopf war breit, das Rostrum etwas verlängert und zugespitzt. Das Maul war unterständig. Rücken-, Bauch- und Afterflosse saßen in der hinteren Körperhälfte, die Afterflosse noch schräg hinter der Rückenflosse. Weitere Merkmale der Chondrosteidae sind ein Palatopterygoid, ein Knochen der hinteren Gaumenregion, das wie eine Keule geformt ist, sowie extrem reduzierte oder fehlende Wirbel und Neuralfortsätze.

## Systematik
Die Chondrosteidae sind die primitivere fossile Schwestergruppe aller rezenten Störartigen.